# El rincón maldito
El rincón maldito fue un programa de televisión chileno conducido por  Juan Andrés Salfate y Rodrigo «Pera» Cuadra. Fue emitido por La Red entre 1999 y 2000.

## Características
Tras la cancelación del programa Maldita sea en el desaparecido Canal 2 Rock & Pop en 1999, la dupla de animadores Juan Andrés Salfate y Rodrigo «Pera» Cuadra llevaron el proyecto a La Red, iniciando transmisiones ese mismo año.
El programa, al igual que Maldita sea, exponía y analizaba películas mayoritariamente del género del terror, anime, videojuegos de la época y otros contenidos inscritos en el denominado cine de culto.
En 2000, el programa fue cancelado por los ejecutivos del canal. Al año siguiente, Salfate y Cuadra llevaron el proyecto al desaparecido canal ABT bajo el nombre de Poder de síntesis.